# Lugoff
Lugoff is een plaats (census-designated place) in de Amerikaanse staat South Carolina, en valt bestuurlijk gezien onder Kershaw County.

## Demografie
Bij de volkstelling in 2000 werd het aantal inwoners vastgesteld op 6278.

## Geografie
Volgens het United States Census Bureau beslaat de plaats een oppervlakte van
33,5 km², waarvan 33,3 km² land en 0,2 km² water. Lugoff ligt op ongeveer 75 m boven zeeniveau.

## Plaatsen in de nabije omgeving
De onderstaande figuur toont nabijgelegen plaatsen in een straal van 28 km rond Lugoff.